# Novi Pazar (Sjoemen)
Novi Pazar (Bulgaars: Нови пазар) is een stad in het noordoosten van de Bulgaarse oblast Sjoemen. De stad is de hoofdplaats van de gelijknamige gemeente Novi Pazar. Op 31 december 2018 telt de stad Novi Pazar 11.315 inwoners, terwijl de gemeente Novi Pazar (omvat de stad Novi Pazar en vijftien nabijgelegen dorpen) zo'n 16.125 inwoners telt. Letterlijk vertaald betekent de naam 'Nieuwe Markt(plaats)'.

## Bevolking
Sinds de val van het communisme heeft Novi Pazar te kampen met een bevolkingsafname, vooral op het platteland.
| stad Novi Pazar     | 4.550  | 5.477  | 9.138  | 12.467 | 15.754 | 16.316 | 14.284 | 13.494 | 12.000 | 11.315 |
| gemeente Novi Pazar | 20.609 | 20.759 | 22.527 | 24.293 | 25.685 | 24.843 | 20.985 | 19.559 | 16.879 | 16.125 |

#### Bevolkingssamenstelling
Novi Pazar heeft een gemengde bevolking, met een  Bulgaarse meerderheid (62%). De Bulgaarse Turken (25%) en de  Roma (11%) vormen grote minderheden. 
| Etnische samenstelling in de gemeente Novi Pazar | Etnische samenstelling in de gemeente Novi Pazar | Etnische samenstelling in de gemeente Novi Pazar | Etnische samenstelling in de gemeente Novi Pazar | Etnische samenstelling in de gemeente Novi Pazar | Etnische samenstelling in de gemeente Novi Pazar |
| Plaats                                           | Aantal inwoners (census 2011)                    | Bulgaren                                         | Turken                                           | Roma                                             | anders                                           |
| ------------------------------------------------ | ------------------------------------------------ | ------------------------------------------------ | ------------------------------------------------ | ------------------------------------------------ | ------------------------------------------------ |
| stad Novi Pazar                                  | 12.000                                           | 8.154                                            | 1.749                                            | 1.020                                            | 119                                              |
| dorp Pamoektsji                                  | 1.124                                            | 198                                              | 854                                              | 61                                               | 6                                                |
| dorp Stojan Michaïlovski                         | 818                                              | 117                                              | 469                                              | 196                                              | 5                                                |
| dorp Voïvoda                                     | 421                                              | 90                                               | 286                                              | 33                                               | 7                                                |
| dorp Stan                                        | 398                                              | 320                                              | 13                                               | 48                                               | 1                                                |
| dorp Mirovtsi                                    | 375                                              | 196                                              | 13                                               | 143                                              | 23                                               |
| dorp Enevo                                       | 390                                              | 248                                              | 3                                                | 114                                              | 6                                                |
| dorp Pracentsi                                   | 237                                              | 38                                               | 186                                              | -                                                | -                                                |
| dorp Izboel                                      | 269                                              | 37                                               | 202                                              | -                                                | -                                                |
| dorp Preselka                                    | 220                                              | 70                                               | 64                                               | 3                                                | -                                                |
| dorp Zaïtsjini Oresje                            | 205                                              | 188                                              | 6                                                | -                                                | 2                                                |
| dorp Zjilino                                     | 157                                              | 37                                               | 24                                               | 94                                               | 2                                                |
| dorp Tranitsa                                    | 107                                              | 101                                              | -                                                | -                                                | 2                                                |
| dorp Setsjisjte                                  | 105                                              | 28                                               | 71                                               | 6                                                | -                                                |
| dorp Pisarevo                                    | 39                                               | 38                                               | -                                                | -                                                | -                                                |
| dorp Bedzjene                                    | 14                                               | 12                                               | -                                                | -                                                | 2                                                |
| gemeente Novi Pazar                              | 16.879                                           | 9.872                                            | 3.941                                            | 1.720                                            | 171                                              |

## Nederzettingen
De gemeente Novi Pazar bestaat uit 1 stad en 15 dorpen. 
| Plaats                   | Cyrillisch             | Bevolking (31 december 2018) |
| ------------------------ | ---------------------- | ---------------------------- |
| stad Novi Pazar          | град Нови пазар        | 11.315                       |
| dorp Pamoektsji          | село Памукчии          | 1.101                        |
| dorp Stojan Michaïlovski | село Стоян Михайловски | 813                          |
| dorp Voïvoda             | село Войвода           | 409                          |
| dorp Stan                | село Стан              | 400                          |
| dorp Mirovtsi            | село Мировци           | 376                          |
| dorp Enevo               | село Енево             | 371                          |
| dorp Pracentsi           | село Правенци          | 317                          |
| dorp Izboel              | село Избул             | 281                          |
| dorp Preselka            | село Преселка          | 196                          |
| dorp Zaïtsjini Oresje    | село Зайчино ореше     | 175                          |
| dorp Zjilino             | село Жилино            | 153                          |
| dorp Tranitsa            | село Тръница           | 87                           |
| dorp Setsjisjte          | село Сечище            | 81                           |
| dorp Pisarevo            | село Писарево          | 42                           |
| dorp Bedzjene            | село Беджене           | 8                            |
| gemeente Novi Pazar      | Община Нови пазар      | 16.125                       |

## Zustersteden
Novi Pazar is verzusterd met:
- Inegöl, Turkije